# Laliostomins
Els laliostomins (Laliostominae) són una subfamília d'amfibis anurs de la família Mantellidae. Inclou dos gèneres, Laliostoma i Aglyptodactylus.